# Кёльнский разводной мост
Кёльнский разводной мост (нем. Kölner Drehbrücke) через гавань Райнау на левом берегу Рейна между Малаховой башней и Музеем шоколада — один из старейших мостов Кёльна и памятник архитектуры.

## Общая информация
Мост был открыт 5 августа 1896 года, когда рукав Рейна был расширен и превратился в порт. Индустриальный памятник был полностью отреставрирован в 1986/87 годах и сегодня принадлежит Фонду музея шоколада Имхоффа, куда он также предоставляет доступ. Ремонт гидравлической системы, проведенный в 1984 году, обошелся почти в 1 миллион немецких марок.
Мост представляет собой стальной ферменный мост с пролетами длиной 28,334 м для длинной части и 18,30 м для короткой части, итого общая длина моста составляет 46,633 м. Ширина — 10 м, из которых 5 м приходится на проезжую часть. Вес моста 420 тонн. Чтобы компенсировать неравный вес, короткое плечо было вымощено камнем, а длинное — деревянным настилом. Вращающееся устройство приводится в действие электрогидравлическим управлением с давлением 5 МПа в Малаховой башне (с 1850 года). Первоначально давление создавала электростанция, построенная для всего порта и расширенная в период с 1892 по 1898 год. Перед поворотом мост поднимается на 11,2 см. Высота просвета составляет 8,20 м над нулевой точкой уровня воды в Кёльне.
В связи с важностью объекта как памятника индустриальной культуры, в 2024 году выделено 3,3 млн евро на первоначальный этап реконструкции, а всего запланировано выделить 6,7 млн евро.

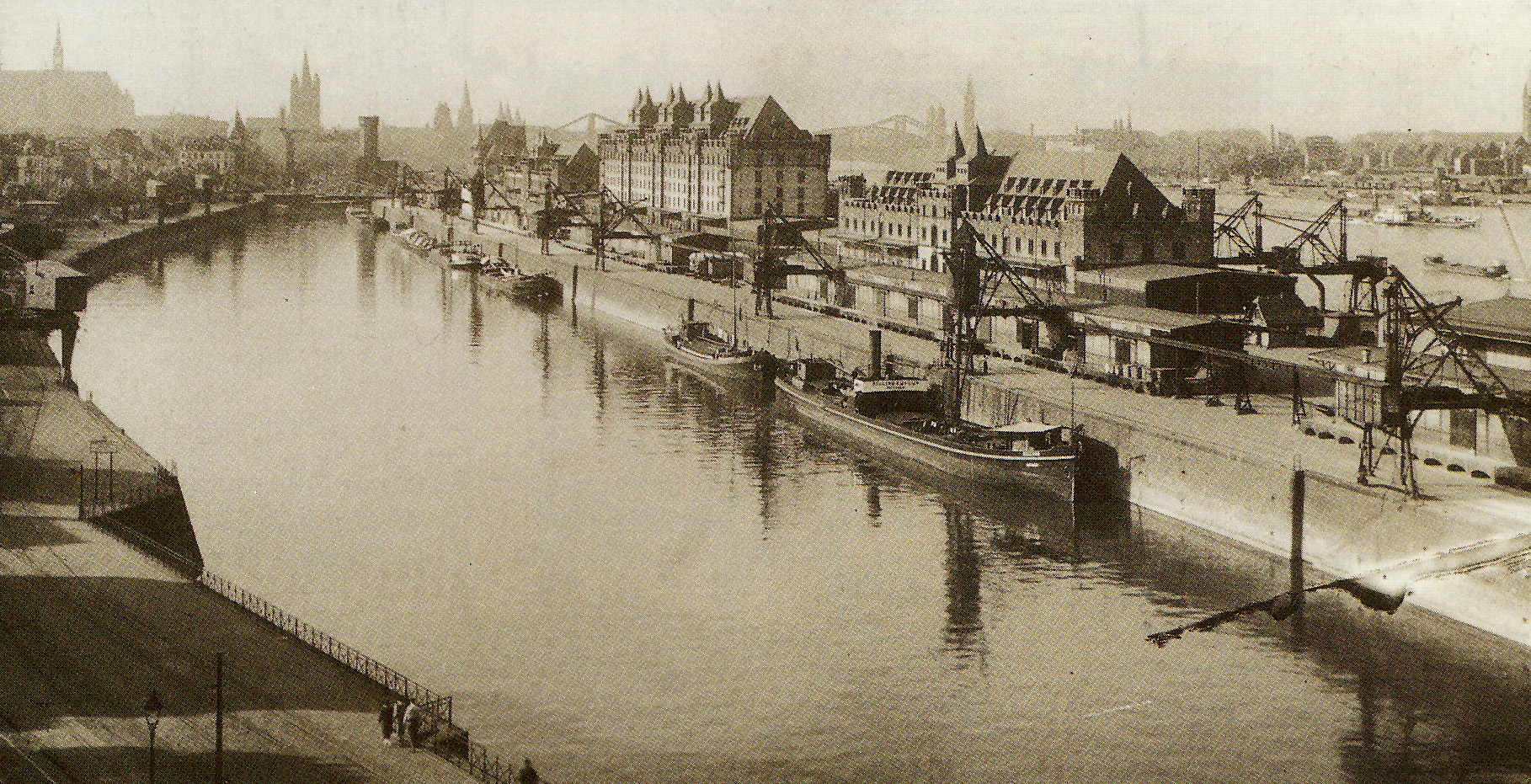
Гавань Райнау около 1898
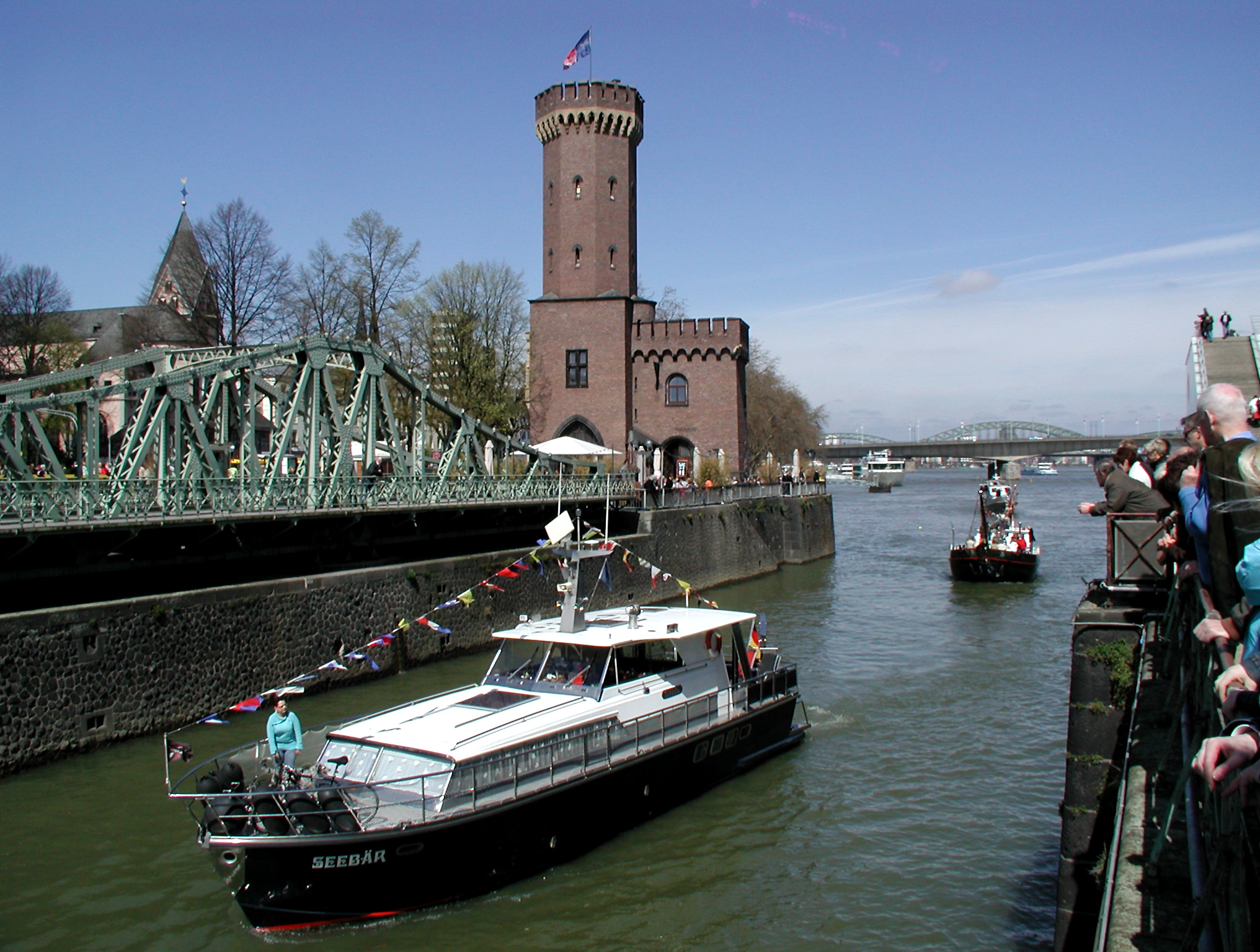
Гавань Райнау с открытым мостом (2008)
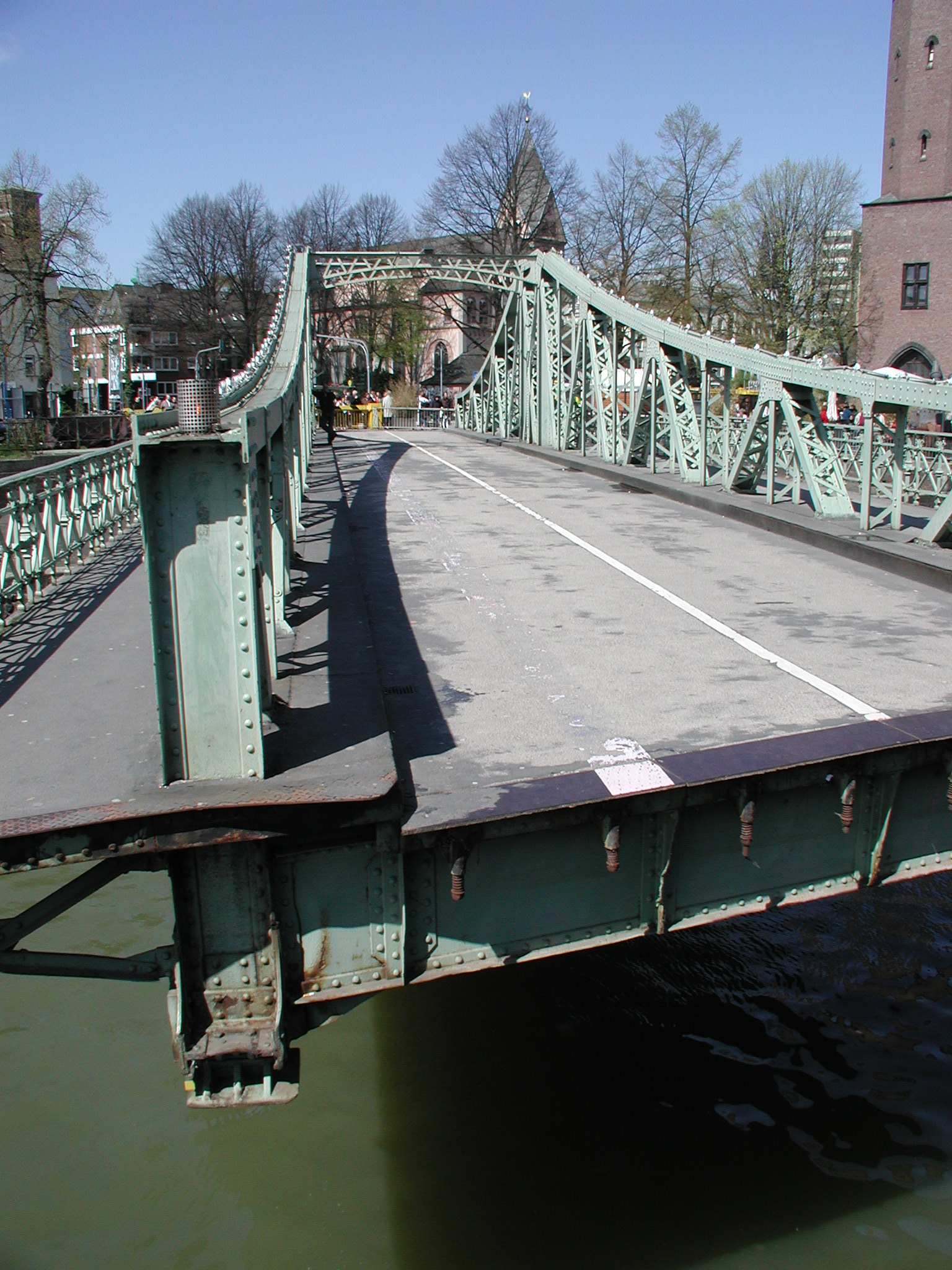
Мост в движении (2008)
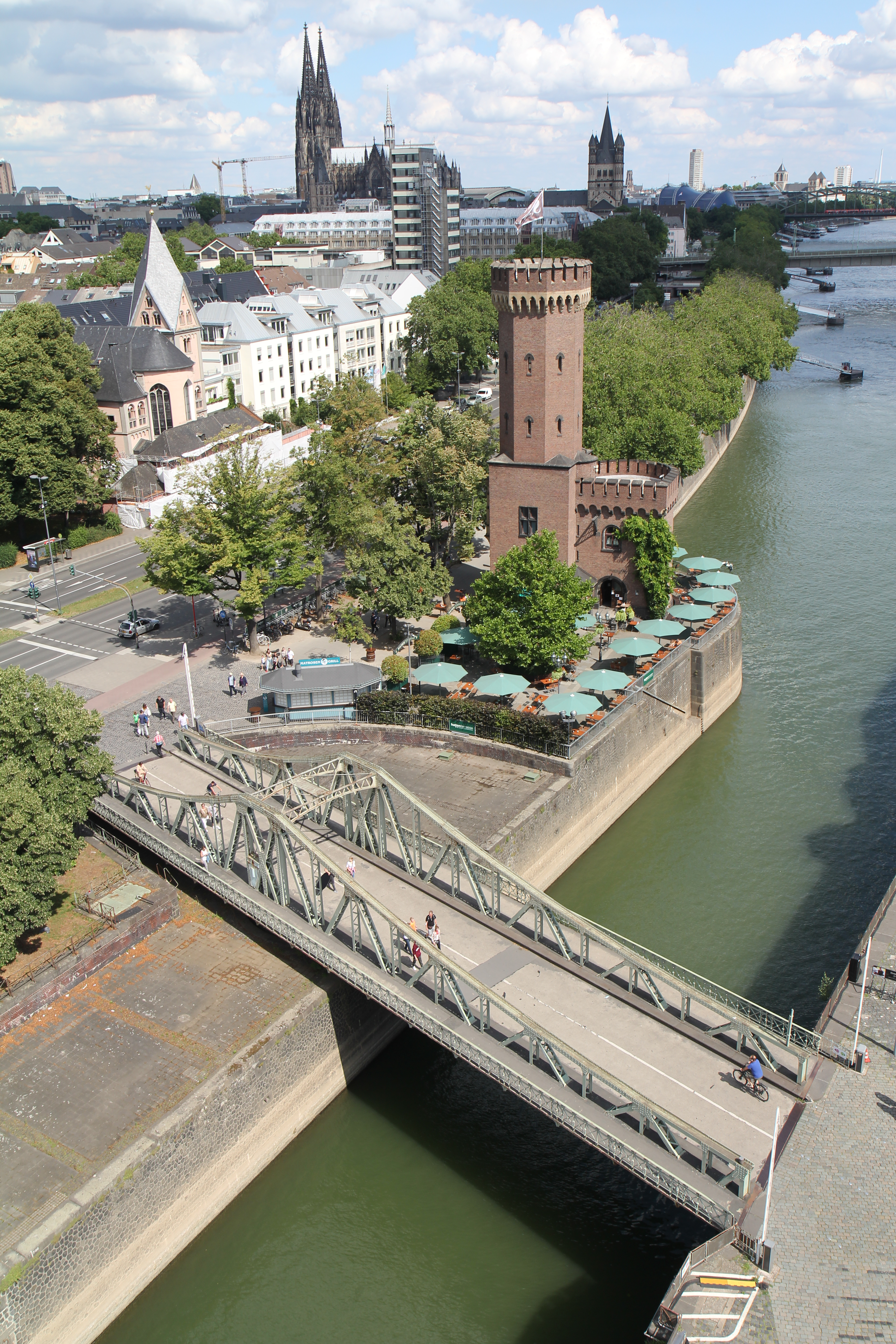
Мост и башня Малахова (2020)

## Особенности
Мост окрашен в традиционный для Кёльна зелёный цвет. Для входа в гавань Райнау, которая в настоящее время в основном используется как спортивная и яхтенная гавань, разводной мост открывается (после регистрации у капитана порта) по мере необходимости с 8 утра до 8 вечера (обычно каждый час).

## Разводной мост в Дойце
В гавани Дойц в кельнском районе Дойц есть ещё один, немного больший разводной мост, открытый в 1908 году.